# لبيبة أحمد
لبيبة أحمد عبد النبي أول رئيسة لقسم الأخوات المسلمات في جماعة الإخوان المسلمين، داعية إسلامية وناشطة سياسية واجتماعية، عينها الشيخ حسن البنا لتقود العمل الدعوي النسائي بالجماعة منذ تأسيس قسم الأخوات عام 1933م حتي 1937م، وُلِدت في القاهرة عام 1870م لأبٍ يُدعى أحمد عبد النبي «طبيب» في أسرة كريمة عنيت بتربيتها وتعليمها، فأخذت دروسا في منزلها في اللغة العربية والسيرة النبوية وادأب الشريعة  على أيدى سيدات اشتهرن بتعليم البنات في الاسر الكريمة كما أيضا تعلمت العزف على البيانو، اما اخواتها الذكور اتبعوا نفس نهج الاب واصبحوا أطباء، ولعبت دورًا في ثورة 1919م مع هدى شعراوي، ونبوية موسى، وقمْن بالمظاهرة النسائية الكبرى في 16 من مارس 1919م، وقد ضمت هذه المظاهرة ثلاثمائة سيدة، كان من بينهن حرمُ كلٍّ من محمود سامي البارودي، وسعد زغلول، وقاسم أمين أصدرت مجلة «النهضة النسائية» عام 1921 م، واستمرت في إصدارها ستة عشر عامًا متصلة دون انقطاع، وبعد تأسيس الاتحاد النسائي سنة 1923 م بزعامة هدى شعراوي أخذت سيرة النهضة النسائية بمصر الطابع السياسي، وتأثرت بالأفكار الأوروبية الليبرالية والنسوية، ورأت لبيبة أحمد أن هذا لا يعبر عن السواد الأعظم من النساء المصريات فأسست «جمعية نهضة السيدات المصريات»، وهي جمعية ذات طابع اجتماعي أخلاقي، تهتم بتحسين المستوى الخلقي والديني المستمَد من الشريعة الإسلامية، وتهدف إلى زيادة فرص التعليم أمام الفتيات، ومحاولة جعله إجباريًّا في المراحل الأولى، بالإضافة إلى العناية بأحوال الطبقة العاملة المصرية، وتشجيع الصناعات الوطنية والتجارة المحلية. سافرت لأداء فريضة الحج للمرة السادسة عشرة، وأقامت بعدها إقامة دائمة في أرض الحجاز مهبط الوحي وانقطعت للعبادة في السنين الأخيرة من حياتها، وتوفيت عن نحو ثمانين عاما.

## الحياة الاسرية
تزوجت لبيبة من عثمان مرتضى، الذي ترقى في المناصب القضائية حتى لصبح قاضيا في محكمه الإسكندرية حاصلا على لقب الباشا. وكان على علاقة وثيقة مع الخديوي عباس حليمي الثاني وتم تقليده رئيسا لمجلس الخديوية في يناير 1914 ولكن هذا الشرف لم يستمر طويلا وذلك بسبب عزل الخديوي بعدها بعام واحد. انجبت لبيبه خمس فتيات وولد وكانت تظهر صورهم بصفة مستمرة في جريدتها. ابنها الدكتور إسماعيل مرتضى ساهم بمقالات عديدة وفي مشاريعها الاجتماعية الكبيرة. إحدى بناتها كانت زوجه الشيخ عبد الستار البسيل من الفيوم ومناصرا لحزب الوفد وزوجا سابقا للكاتبة ملك حنفي ناصف ولكن فارقتها المنية وهي في ريعان شبابها مما أصاب لبيبة بالحزن الشديد لمفارقتها ابنتها وتولت اختها حياه مرتضى تربيه أولادها مع أولادها. اما ابنتها الثالثة ملك محمد عرفت باتجاهاتها الصوفية والابنتان الاخيرتان زينب وقمر تؤام. زينب التحقت بمدرسة السنيه للفتيات ودرست اللغة العربية وتعاليم الإسلام وسافرت إلى إنجلترا كجزء من بعثة حكومية للفتيات وقضت ثلاث سنوات حتى حصلت على شهادتها لتصبح معلمه فنون. لكن قمر درست الطب في نفس البعثة.

## الحزب الوطني
كانت لبيبه على علاقه وثيقة بأسرة مصطفى كامل خاصة اخوه على فهمى كامل. فهي كانت من مناصري الحزب الوطني ويقال انها كانت أيضا على اتصال بمصطفى كامل ذاتيا. وتراست عدد من السيدات الالت اطلقن على انفسهم لقب السيدات الوطنيات في حفل تخليدا لذكرى مصطفى كامل حول قبره في فبراير 1920 حيث القت بعض الكلمات وقرات الشعر وتم توثيق هذا الحدث من خلال الصورة التي التقاطها ناصف أيوب افندي وتم نشرها فلى مارس 1920. 
سافرت لبيبه إلى الإسكندرية في سبتمبر 1921 لتوديع على فهمى كامل نائب الحزب الوطني الذي اجبر على مغادرة البلد ووثقت هذه اللحظة أيضا من خلال صورة تم التقاطها وتظهر فيها لبيبه مع عدد من الفتيات الايتام اللاتي ترعاهم مع على فهمى وقد ارسل لها من المنفى رسالة ومقالا بعنوان مستقبل المرأة المصرية لتنشرها في جريدتها. وقد استمرت في تكريم ذكرى مصطفى كامل بنشر صورته وأجزاء من خطاباته واشعاره بصورة متكررة. اما بالنسبة إلى على فقامت بتأبينه عند وفاته في 1927 قائلة لقد توفيت يا على في ساحه المعرك السياسية ولم تمت في راحة مخدعك وقد حضرت مجلدا يضم صور وسيرته الذاتية وجزء من كتاباته وخطاباته.

## الحياة السياسية
بعد تخرجها في المدرسة راسلت الصحف بمقالات هادفة تحت اسم مستعار، وهي بذلك تعطي الدرس للنساء في الإيجابية والسعي لنشر الخير، والدعوة إلى كريم الخلق بالحكمة والموعظة الحسنة، من خلال الوسائل المتاحة دون يأس أو ملل وحتى يتحقق الهدف المنشود.
يمكن توثيق أنشطة لبيبه السياسية من عام 1919 حينما شاركت لبيبه في مظاهرة النسائية الكبرى إلى جانب صفية سعد زغلول إلى جانب هدى الشعراوي ونبوية موسى احتجاجًا على فظائع الإنجليز في مقاومة الثورة الوطنية، وقد لفتت هذه المظاهرة أنظار العالم إلى مكانة المرأة المصرية، وقد ضمت هذه المظاهرة ثلاثمائة سيدة. وتركت توقيعها «حرم عثمان باشا مرتضى» مع توقيع بناتها على عريضة قدمت للمفوضية الأجنبية وقد عملت لبيبة خلال هذه الفترة لتعبئة سيدات الطبقة العاملة ضد الاحتلال البريطاني مثل سيدة زينب. وكانت تحث ابنتيها وزميلاتهما على الثورة ضد الإنجليز، حتى خطبت إحدى ابنتيها خطبة في المدرسة لكي تبلغ كل طالبة أهلها بمقاطعة لجنة “ملنر”، ولما أرادت ناظرة المدرسة إيذاءها، دعت والدتها السيدة لبيبة، فأخبرتها أنها هي التي دفعت ابنتها لهذا ولم تجرؤ عليها الناظرة.

## حزب الوفد
لقد كانت على علاقة وثيقة بصفية زغلول (أم المصريين) وسعد زغلول رئيس حزب الوفد الذي أسس في 1918 لتفاوض في استقلال مصر من الاحتلال البريطاني. وتتوسط الساحة في المظاهرات التي اشتعلت عند مغادرة صفيه زغلول لتنضم إلى زوجها في المنفى وقد قدمت لها العديد من الهدايا منها القران، تقويم بالعربية، دليل الخيرات وقائمة بأسماء السيدات اللاتي تعهدن على القران بمواصلة الكفاح ضد الاحتلال قد احتفل بعودة السياسيون الذين تم نفيهم إلى جزيرة سيشل ومنهم سعد زغلول وقدمت جمعية نهضه السيدات المصريات دعمها والثقة لحزب الوفد خلال انتخابات فبراير 1924.

## جمعية نهضة السيدات المصريات
اخترت لبيبة عدم الانضمام إلى اللجنة النسائية التابعة لحزب الوفد بعد ثورة 1919 وكرست نفسها لتأسيس جمعيتها ذات الطابع الإسلامي «جمعية نهضة السيدات المصريات» في الفترة التي تصادف فيها انتشار الجمعيات الخيرية مع موجة الوطنية في مصر وقد أسست في عقود سابقة لهذه الجمعية منظمات بأسماء مشابهة وكل اعمالها كانت مكرسة للقضية الوطنية مثل جمعية محمد على الخيرية وجمعية المرأة الحديثة التي قدمت خدمات صحية وغيرها للفقراء. كتبت لبيبة عند تأسيسها لهذه الجمعية انها استوحت فكرتها من الله ومن رغبتها الشديدة في مساعدة الوطن والهدف من الجمعية هو تربية واعداد الفتيات على تعاليم الدين الإسلامي. وقامت لبيبه بضم 170 فتاة من الايتام واللاتي تركتهم عائلاتهم مثل في حالة الطلاق وقد تعهدت بتربيتهم وحمايتهم فهي لم ترد فقط حمايتهم بل أيضا إعادة تأهيلهم على قيم الإسلام ومبادئ الوطنية والمفاهيم الصحيحة للعلاقات الاجتماعية والجنسية وتحضيرهم للمشاركة في الحركات الوطنية. كانت لبيبة القوة القائدة للجمعية وقامت بالعديد من الزيارات مع وفد من الجمعية إلى مدارس واستقبلت الكثير من حفلات التخرج وكتبت في الجريدة عند اقامت ورشة لتدريب الفتيات وتعليمهم الخياطة حتى يعتمدوا ماليا على انفسهن، ان رقى الوطن ورفعته من رقى ورفعة المرأة والأمهات فيه في 21 يوليو.1921
في 1923 تحدثت عن حزنها عندما عرفت بوجود عصابة تقوم بخطف الفتيات وقد قررت ان تقوم بإنشاء مدرسة أو معهد لتعليم وتدريب الفتيات حتى يستطيعوا ان يعيشوا حياة كريمة.و تاجرت قصر عبد القادر باشا حلمى في منطقة السيدة زينب وكان يضم في 1923 خمسين فتاة. اهتمت لبيبة بالتعليم وكانت تنادى بأهمية إعادة هيكلة نظامه. 

## جريدة النهضة المصرية
ظهر أول عدد لها في يوليو 1921بعنوان نهضة السيدات وكان الشعار وتصميم الجريدة يعكس فلسفتها وفلسفة جمعيتها ولغلاف المجلة اختارت صورة تمثال نهضة مصر للفنان المصور محمود مختار والذي كان رمزا للوطنية. النهضة المصرية تنافس مع العديد من المجلات والجرائد مثل فتاة الشرق للبيبة هشام  والسيدات والبنات لروز حداد ولكن تميزت نهضة المصرية حيث كان لها متابعين وكانت الجريدة لها رؤيتها وفلسفتها الخاصة.
و كانت تنادى في جريدتها بضرورة الاهتمام بالتعليم وفتح مجلات جديدة للمرأة للعمل بها مثل الطب وغيرها.... فتحت لبيبة صفاحاتها للكتاب من الرجال والنساء للتعبير عن اراءهم  مثل الكاتب محمد فريد وجدى والكاتبة عيشة عبد الرحمن. لقد حصلت لبيبة على دعم وزارتي التعليم والأوقاف في مصر والسودان ومجالس المحافظات وافقت على توزيعه في المدارس وقد حصلت أيضا على دعم الحكومات العربية. وفي صيف 1933 عند انتشار الراديو كفاح لبيبة اتخذ شكل جديد حيث ذهبت إلى استوديو تسجيل وكان حديثها مشابها للعمود الذي تنشره في الجريدة. توقفت الجريدة عن العمل في خريف 1924 حتى مارس 1926 بسبب مرضها. والعدد الأخير للمجلة كان في عام 1939 حيث كانت لبيبة جاهزة للتقاعد.

## جماعة الإخوان المسلمين
كانت لبيبة على علاقة وثيقة بجمعية الشباب المسلمين التي تم تأسيسها في 1927 لتعليم قيم ومبادئ الإسلام.في منتصف 1930 اساست رابطة النهضة الإسلامية داعية رجالا ونساء للمشاركة وكانوا يجتمعوا الجمعة من كل أسبوع. وفد من الرابطة تقابل مع حسن البنا الذي تحدث في الافتتاح ونشرت الجريدة خطابه في هذه المناسبة. وعندما ادرك حسن البنا، مؤسس جماعة الاخوان المسلمين، أهمية دور المرأة في حركته حيث انشا معهد أمهات المسلمين في 1932 مكونا من الاخوات المسلمات وهن أقارب للإخوان المسلمين في مدينة الاسماعلية، وتم تأسيس جمعية مشابهة لها تراستها لبيبة في الفاهرة.

## رسائل لسيدة لبيبة

### الرسالة الأولى
من روز حداد صاحبة مجلة السيدات والرجال: 
.

### الرسالة الثانية
من ديوان كبير الأمناء بالقصر الملكي بمصر: 
.

## ثناء حسن البنا عليها
وحين رشحها حسن البنا لتولي رئاسة قسم الأخوات -وهو مَن هو في تقييم الشخصيات- قدمها إلى الأخوات المسلمات بمقدمة ضافية، زكاها في جوانب متعددة، وأثنى عليها ثناءً جمًّا مطولاً، نشعر فيه بالتقدير الشديد والاحترام الوافر، يقول فيه: «مثال المرأة عرفتها في كتابتها، فعرفت فيها روحًا إسلاميًّا قويًّا يفيض بالإسلام ويعتز به، ويدعو إلى تعاليمه وآدابه.. وتقابلنا فإذا أنا أمام سيدة جليلة، خبرت الحياة وجربتها، وأفادت من حياتها الفاضلة التي صحبت فيها الأدوار القريبة والبعيدة للنهضة الحديثة، فقارنت بينها، ورأت ما فيها من محاسن ومساوئ، خبرة واسعة بالعلاج الناجع لعلل الأمة الاجتماعية».
ويقول البنا أيضًا: حضرتنا الصلاة في أثناء الحديث، فقمتُ لأدائها، فكانت هي الأخرى على وضوئها، وأدينا صلاة العصر في جماعة، وهي في ذلك حُجة على كثير من نسائنا اللاتي يتكاسلن عن أداء الصلاة؛ بل شبابنا الذين لا يشعرون بهذه الفريضة وهي لب الإسلام.. تلك الفضائل التي أنِستُها من السيدة لبيبة هانم جعلتني أدعوها بكل ثقة واطمئنان إلى (رئاسة (فرق الأخوات المسلمات عامة)، وكم كنتُ مسرورًا حين قبلتْ هذه الدعوة النزيهة، وعاهدتْ الله على أن تعمل لها بكل ما وهب لها الله من قوة ومضاء".
فإلى الأخوات المسلمات الكريمات: أقدم رئيستهن العاملة المجدة، سائلاً الله -تبارك وتعالى- أن يمد في حياتها، وأن يسدد خطانا جميعًا إلى ما فيه خير الإسلام والمسلمين

## رسالة إلى الأخوات المسلمات

### من الأخوات المسلمات
وقد لقي مقالها السابق تجاوبًا وأثرًا عند الأخوات المسلمات، فكتبت إحداهن مقالاً طيبًّا وخطابًا مفتوحًا تحت عنوان:
```
«إلى السيدة المحترمة لبيبة هانم أحمد» قالت فيه:
سيدتي الفاضلة: أقدم لحضرتك عظيم شكري ووافر امتناني، وأهنئك تهنئة نطق بها قلبي قبل لساني على تلك الخطوة الموفقة التي تقدمت بها في سبيل خدمة الدين والإنسانية، وبث الروح الإسلامية في نفوس الذين ضلوا عنها، ورجائي أن تتقبلي هذه التهنئة من فتاتك التي لا ترجو من الحياة إلا أن ترى ديننا الإسلامي يسمو إلى أقصى حدود الرقي.
```

سيدتي: لساني عجز عن وصف مقدار السرور والابتهاج الذي ملأ قلبي حينما وقع نظري على مجلة (الإخوان المسلمون) على مقالتك القيمة التي تفيض نورًا وعلمًا، وتؤكد لمن قرأها أنه ما زال في زماننا هذا نساء طاهرات ينهجن نهج نساء السلف الصالح، وكأن الفضيلة قد كشفت لنا ستارًا من أستارها السندسية الخضراء، فأظهرتك لنا كالكوكب اللامع لتستنير منك عقولنا التي تحتاج إلى الإرشاد.
وما انتهيت من قراءتها حتى شعرت بدافع يدفعني لمشاركتكن في خدمة ديننا العزيز، وهذا ما كانت تصبو إليه نفسي، وقد حقق الله أملي.
سيدتي وأخواتي المسلمات: إنه من الواجب المحتم علينا جميعًا أن نعمل بقدر ما نستطيع لمناصرة ديننا الإسلامي، ورفع كلمته فوق كل كلمة، وإنقاذ الفضيلة التي تزداد في التدهور، وأن تغضضن أنظاركن عما يلهيكن عن العبادة والتقوى، وأن تظهرن بمظهر الحشمة التامة والوقار.
سيداتي وأخواتي: إنه ليؤلمني، ويؤلم كل مَن له قلب، أن نمر على المساجد التي هي بيوت الله في أيام الجمعة خصوصًا، فنجد القسم الذي أعد خصيصًا للسيدات خاليًا منهن وأبوابه، موصدة على حين أننا نملأ السينمات والملاهي التي لا تفيدنا شيءًا؛ بل تفسد أخلاقنا وتذهب أموالنا، ويجب علينا أن نترك التبرج، فإن في ذلك الدواء الناجع لهذا الكساد الذي ضرب أطنابه علينا، والله ولى التوفيق.

## الوفاة
الفترة ما بين الحربين وانتشار السياسات المتطرفة، اتجهت لبيبة إلى الاعتكاف والصلاة وممارسة دينها وتوفت في يناير 1955 عن عمر يناهز الثمانين عاما  وقد أدت فريضة الحج حوالي ستة عشر مرة، وأقامت بصفة دائمة في أرض الحجاز مهبط الوحي، والتي كان لها بها شغف شديد.